# François Bernard Mâche
François Bernard Mâche (Clermont-Ferrand, 4 aprile 1935) è un musicologo e compositore francese.
Discepolo e seguace di Olivier Messiaen, ha composto musica elettroacustica, per orchestra sinfonica, musica da camera, musica corale e vocale. 

Come musicologo, va principalmente accreditato per il conio del termine e del concetto di Zoomusicologia, in seguito ripreso e sviluppato da vari musicologi (tra cui Dario Martinelli).